# Gan'en He
Gan'en He är ett vattendrag i Kina. Det ligger i provinsen Hainan, i den södra delen av landet, omkring 220 kilometer sydväst om provinshuvudstaden Haikou.
Genomsnittlig årsnederbörd är 1 491 millimeter. Den regnigaste månaden är augusti, med i genomsnitt 262 mm nederbörd, och den torraste är januari, med 11 mm nederbörd.